# Rathalos xiushanensis
Espèce
Synonymes
- Anyphaena xiushanensis Song & Zhu, 1991

Rathalos xiushanensis est une espèce d'araignées aranéomorphes de la famille des Anyphaenidae.

## Distribution
Cette espèce est endémique de Chine. Elle se rencontre à Chongqing et au Hubei.

## Description
Les mâles mesurent de 5,08 à 5,95 mm et les femelles de 5,48 à 6,19 mm.

## Systématique et taxinomie
Cette espèce a été décrite sous le protonyme Anyphaena xiushanensis par en Song & Zhu, 1991. Elle est placée dans le genre Rathalos par Lin, Zhao, Koh et Li en 2022.

## Étymologie
Son nom d'espèce, composé de xiushan et du suffixe latin -ensis, « qui vit dans, qui habite », lui a été donné en référence au lieu de sa découverte, le xian de Xiushan.

## Publication originale
- Song & Zhu, 1991 : « A new species of the genus Anyphaena from China (Araneae: Anyphaenidae). » Sichuan Journal of Zoology, vol. 10, no 1, p. 1-2.